# 国道158号

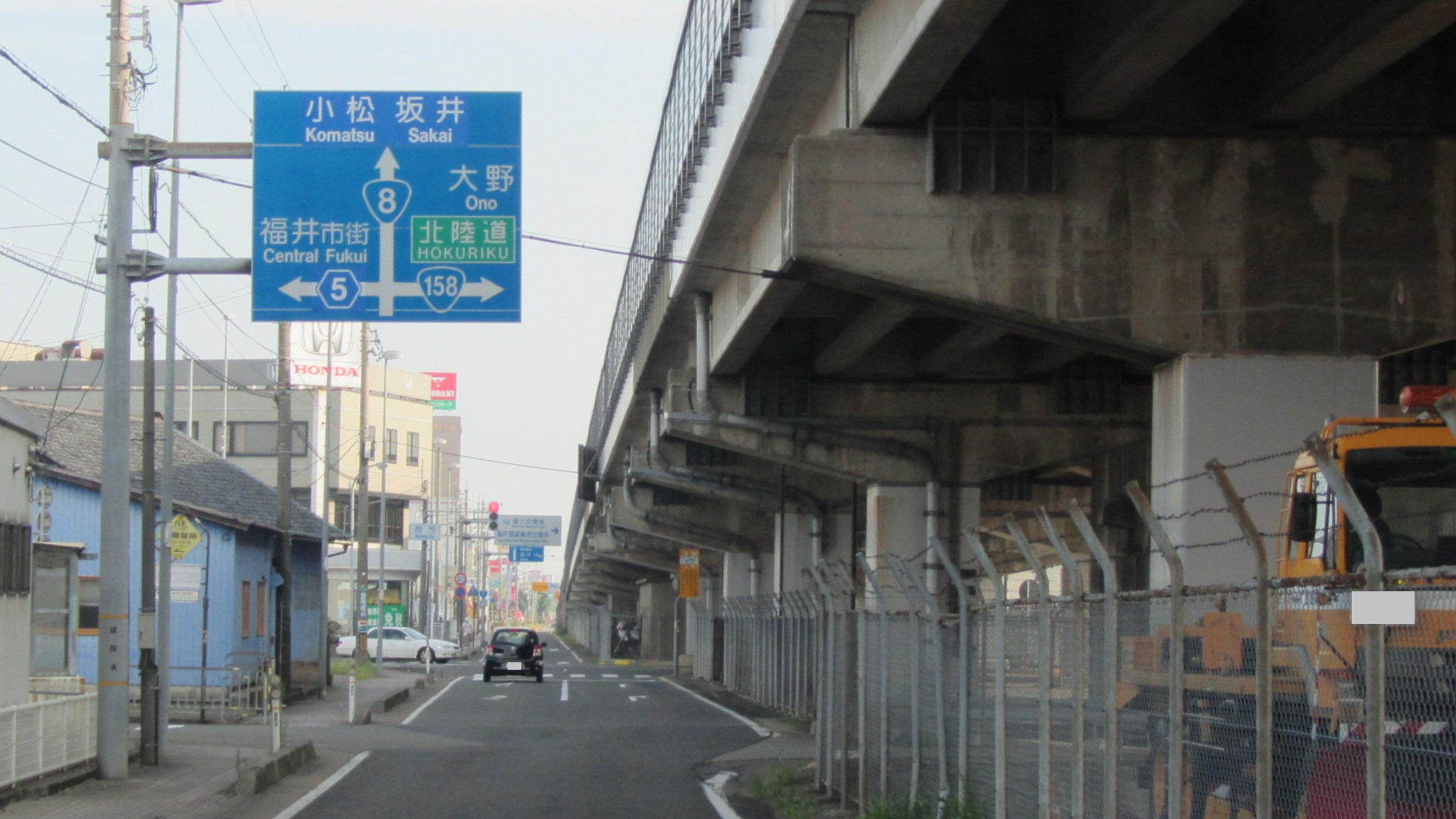
国道158号 起点
福井県福井市 西方交差点

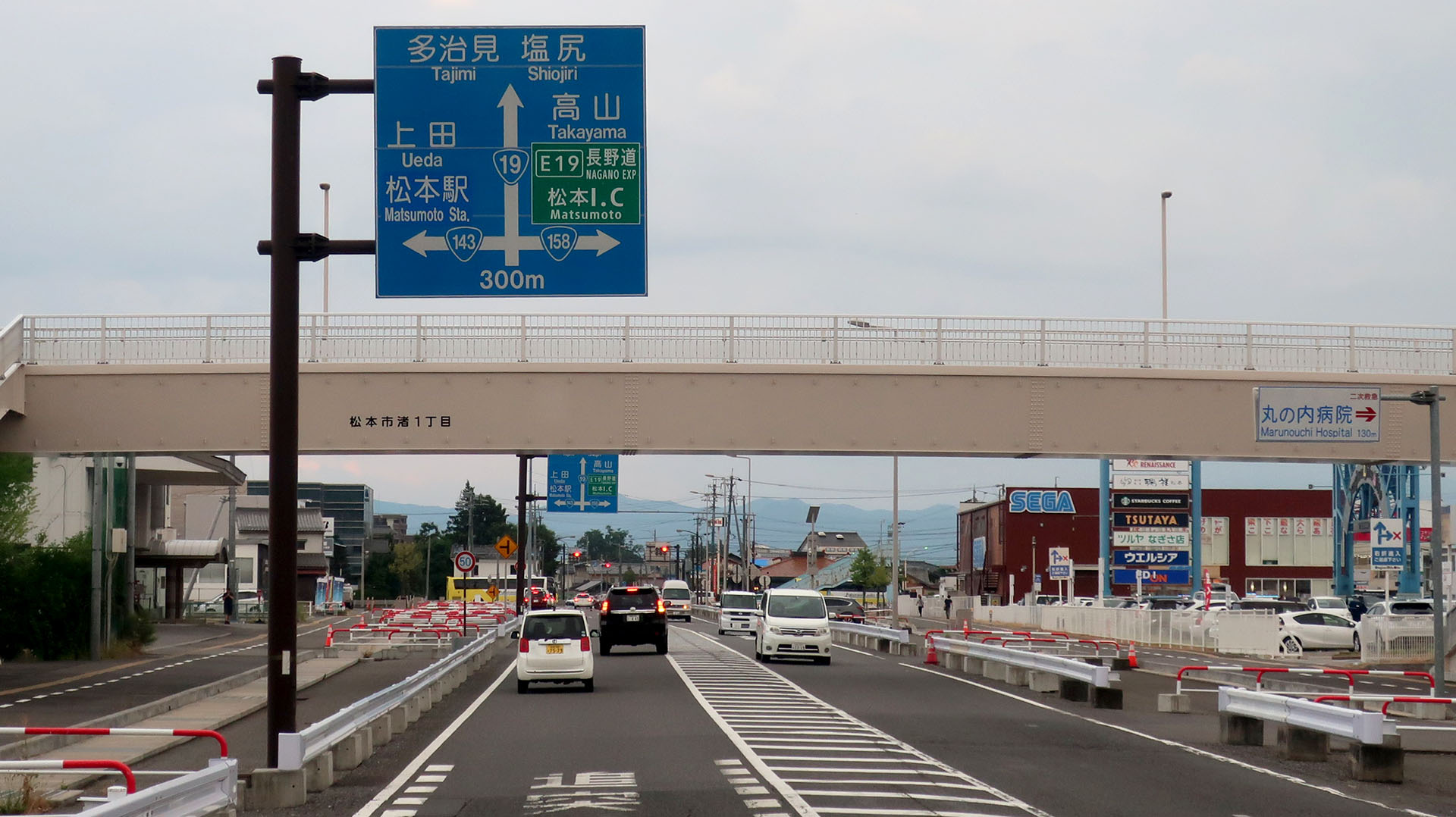
国道158号 終点
長野県松本市 渚一丁目交差点付近

国道158号（こくどう158ごう）は、福井県福井市から岐阜県高山市を経由して、長野県松本市に至る一般国道である。

## 概要

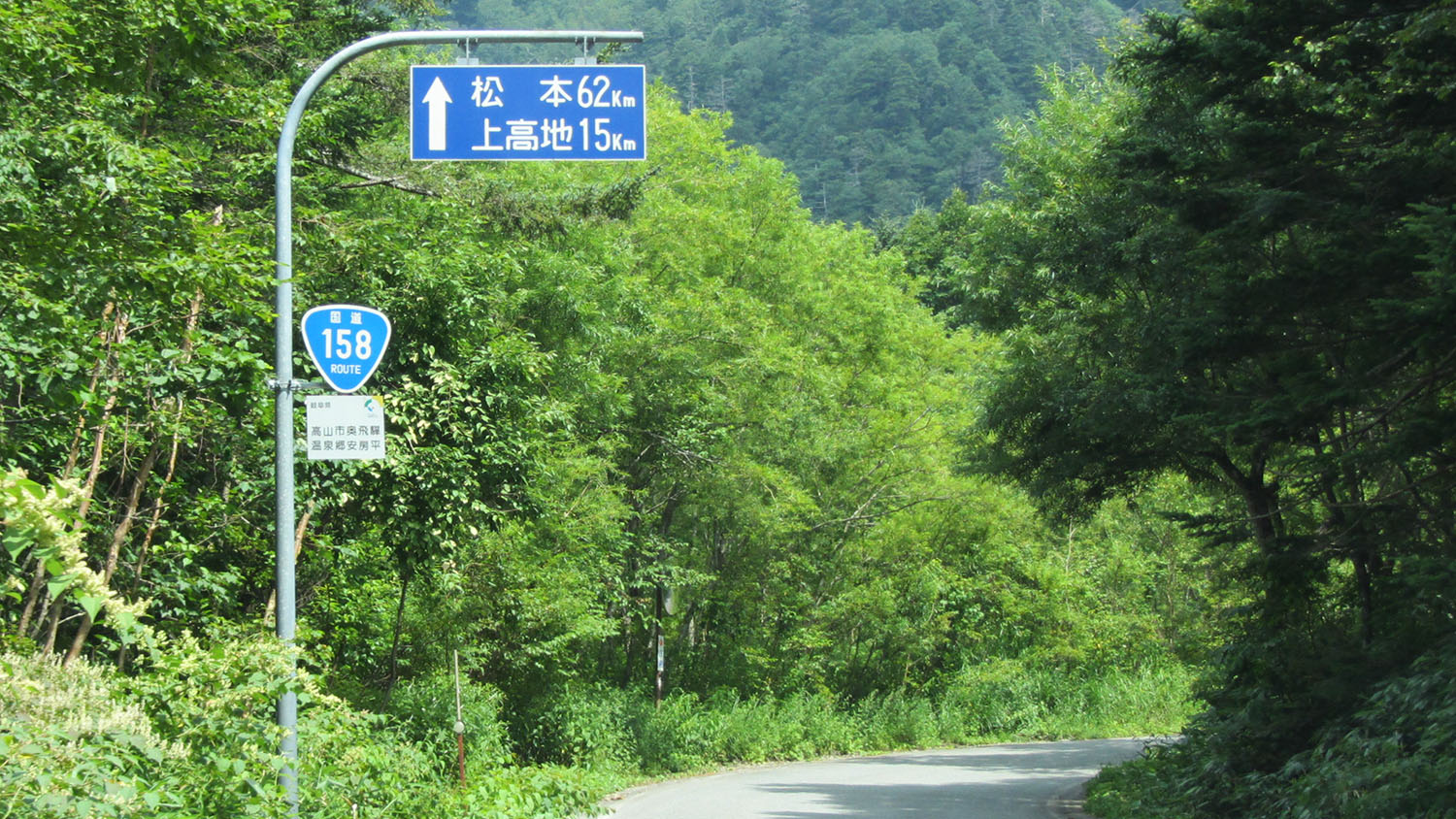
安房峠区間
岐阜県高山市奥飛騨温泉郷平湯

国道158号は岐阜県北部の山間部を東西に横断して敷設され、油坂峠と新軽岡峠、安房峠といった、急峻な峠を通過する。旧道はこれらの峠を越える狭隘な道路（いわゆる「酷道」）であるが、それぞれに峠を短絡するトンネルが建設され、新道が開通している。岐阜県と長野県の間にある安房峠の旧道は、概ね11月中旬から翌年春季まで冬期通行止めとなるが、安房トンネルの開通により、年間を通して通行できるようになった。

### 路線データ
一般国道の路線を指定する政令に基づく起終点および重要な経過地は次のとおり。
- 起点：福井市（西方交差点 = 国道8号交点）
- 終点：松本市（渚1丁目交差点 = 国道19号交点、国道143号起点、国道403号終点）
- 重要な経過地：福井県足羽郡美山町[注釈 2]、同県吉田郡松岡町[注釈 3]、同郡永平寺町、勝山市（鹿谷町）、大野市、岐阜県郡上郡白鳥町[注釈 4]、同県大野郡荘川村[注釈 5]、高山市、同県吉城郡上宝村[注釈 5]
- 総延長 : 341.6 km（福井県 133.6 km、長野県 54.2 km、岐阜県 153.8 km）重用延長、未供用延長を含む。[2][注釈 6]
- 重用延長 : 29.4 km（福井県 0.0 km、長野県 - km、岐阜県 29.3 km）[2][注釈 6]
- 未供用延長 : 0.9 km（福井県 0.9 km、長野県 - km、岐阜県 - km）[2][注釈 6]
- 実延長 : 311.3 km（福井県 132.6 km、長野県 54.2 km、岐阜県 124.5 km）[2][注釈 6]
  - 現道 : 254.0 km（福井県 77.9 km、長野県 51.6 km、岐阜県 124.5 km）[2][注釈 6]
  - 旧道 : 4.8 km（福井県 2.2 km、長野県 2.6 km、岐阜県 - km）[2][注釈 6]
  - 新道 : 52.5 km（福井県 52.5 km、長野県 - km、岐阜県 - km）[2][注釈 6]
- 指定区間[3]
  - 福井市重立町30字上沖田26番5 - 郡上市白鳥町為真字小向イ1914番1（福井北JCT・IC - 白鳥IC）

※福井市成和一丁目3116番 -（経由地省略）- 郡上市白鳥町向小駄良字下モ巾65番2（西方交差点 - 清流の里しろとり前交差点の現道等）を除く。
  - 郡上市白鳥町向小駄良字下モ巾65番2 - 同市白鳥町向小駄良字内田775番2（清流の里しろとり前交差点 - 向小駄良交差点、国道156号重複区間）
  - 高山市清見町夏厩字西ヶ洞1177番3 - 同市丹生川町坊方字宮ノ前504番2（飛驒清見IC - 丹生川IC）

※高山市清見町夏厩字クゴタ1150番1 -（経由地省略）- 同市丹生川町坊方字宮ノ前504番2（飛驒清見IC - 丹生川ICの現道）を除く。

## 歴史
中部縦貫自動車道については当該記事を参照。
道路法（昭和27年法律第180号）に基づく二級国道として初回指定された路線のひとつである。国道指定当初は、福井県大野郡大野町から岐阜県郡上郡白鳥町まで二級国道157号金沢岐阜線（後の国道157号）と重用区間として指定されていたが、1975年（昭和50年）に国道157号の経路が変更され、大野市で交差する路線になった。

### 年表
- 1953年（昭和28年）5月18日 - 二級国道158号福井松本線（福井市 - 松本市）として指定施行[4]。
- 1965年（昭和40年）
  - 4月1日 - 道路法改正により一級・二級区分が廃止されて一般国道158号として指定施行[1]。
  - 8月1日 - 安曇村内の区間でバスがすれ違いに失敗して梓川へ転落、2人死亡、26人が負傷する事故が発生[6]。
- 1968年（昭和43年）3月9日 - 親子滝トンネル建設現場で崩落事故が発生。作業員3人がトンネル内で38時間取り残される[7]。
- 1991年（平成3年）7月 - 安曇村区間で大規模な崩落が発生し国道が通行止。事前から兆候があり、林道を迂回したり梓川の河床に仮設道路を造って応急措置とした。1993年（平成5年）に三本松トンネルが開通した[8]。
- 1995年（平成7年）2月 - 安房峠道路の工事では1995年（平成7年）2月に水蒸気爆発を起こす事故が発生し、4名の犠牲者が出た。
- 2005年（平成17年）7月1日 - 松本市安曇の沢渡において道路が崩落。同年7月28日10時に仮道が開通し、さらに2008年（平成20年）4月20日には崩落現場を迂回する全長約290 mのうすゆき橋バイパスが開通した。また、松本市の道路整備5箇年計画で鵬雲崎の事業着手を決定した。
- 2024年（令和6年） - 上高地に向かうインバウンド観光客などが増加。土日祝日を中心にパークアンドライドの駐車場が満車となり、渋滞が松本市内まで伸びるようになった[9]。
- 2025年（令和7年）
  - 3月19日 - 福井県大野市上半原で高さ100 m、幅90 mに及ぶ大規模な斜面崩壊が発生[10]。大野市朝日から岐阜県境の18.5kmが通行止めとなる（本格復旧には年単位を要するとみられ、九頭竜川に仮設の橋を架ける迂回路が設けられる）[10]。
  - 7月18日 - 福井県大野市上半原の仮設迂回路が開通し、同日午後2時に通行止めを解除[11]。

## 路線状況

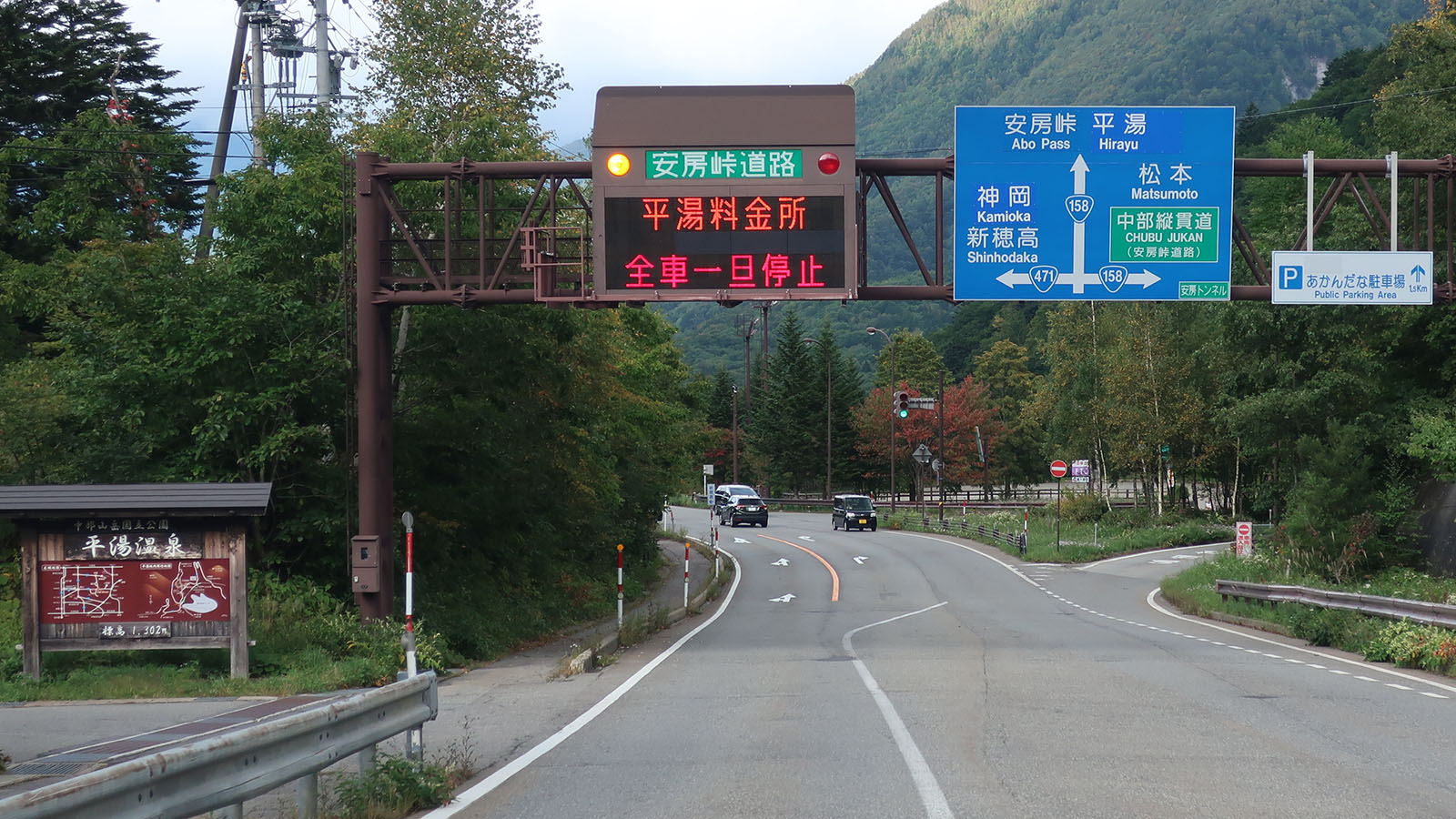
安房峠と安房峠道路との分岐
国道158号 平湯I.C口交差点
（国道471号 終点）
岐阜県高山市奥飛騨温泉郷平湯

長野県松本市安曇では梓川の谷沿いを走り、ダム建設時の道路がそのまま国道となっているため、大型観光バスのすれ違いが困難な狭小トンネルやトンネル入り口での急カーブがある。過去にはすれ違いに失敗してバスが転落する事故も発生した（前述）。
2011年（平成23年）11月25日に国道158号改良を促進する沿線住民の会が、国道158号改良促進総決起大会を開催した。会には、安曇、奈川、波田、梓川といった地区の町会連合会などが協賛した。2014年（平成26年）に奈川渡ダムの下流で、長さ2,200 mの新トンネルを掘削する奈川渡改良工事の準備が開始された。
旧道として福井県に計上されている2.2 km区間は、大野市長野 - 同市野尻にあり、九頭竜ダム建設に係る付替部の一部として1965年から1976年まで現道であったもの。野尻側の現道合流点近くで落石多発のため通り抜けることができず、進入を阻止するガードレールが設置されその奥は草が生い茂る。長野(九頭竜ダム)側分岐からは進入できるが、さながら電源開発のダム湖管理道路と化している。なお、この区間の現道では約650 mに短縮されている。
長野県松本市波田では新淵橋を掛け替えるためにアルピコ交通上高地線の終着駅だった島々駅跡地を一部活用している。

### 別名
- 美濃街道（郡上市、美濃市）
- 大野街道（福井市、大野市）
- 越前街道（福井市、大野市）
- 飛騨街道
- 白川街道
- 野麦街道
- 木曽街道
- 越美さくら街道（郡上市）
- コスモス街道（高山市）
- 安房シラカバ街道（高山市）
- 飛騨やまびこ街道（高山市）

### 高山市内の通称名
- 八軒町通り
- 国分寺通り
- 安川通り

### バイパス
- 和田中〜前波バイパス（福井県福井市） - 全区間現道化。
- 前波〜田尻バイパス（同上）
- 三万谷〜奈良瀬バイパス（同上）
- 奈良瀬〜境寺バイパス（同上）
- 境寺〜計石バイパス（同上、全区間未供用）
- 大宮〜犬山バイパス（福井県福井市 - 同県大野市）
- 大野バイパス（福井県大野市） - 全区間現道化。同市内にあリ直接接続している国道157号の大野バイパスとは別の事業。
- E67 中部縦貫自動車道（福井県福井市 - 長野県松本市）
  - 永平寺大野道路（福井県福井市 - 同県大野市）
  - 大野油坂道路（福井県大野市）
  - 油坂峠道路（福井県大野市 - 岐阜県郡上市）
  - 高山清見道路（岐阜県高山市）
  - 高山東道路（同上）
  - 安房峠道路（岐阜県高山市 - 長野県松本市）
  - 松本波田道路（長野県松本市）
- うすゆき橋バイパス（同上）
- 奈川渡改良（同上）
- 狸平工区（同上）
- 三本松トンネル（同上）

### 有料道路
- 安房峠道路（岐阜県 - 長野県）

### 重複区間

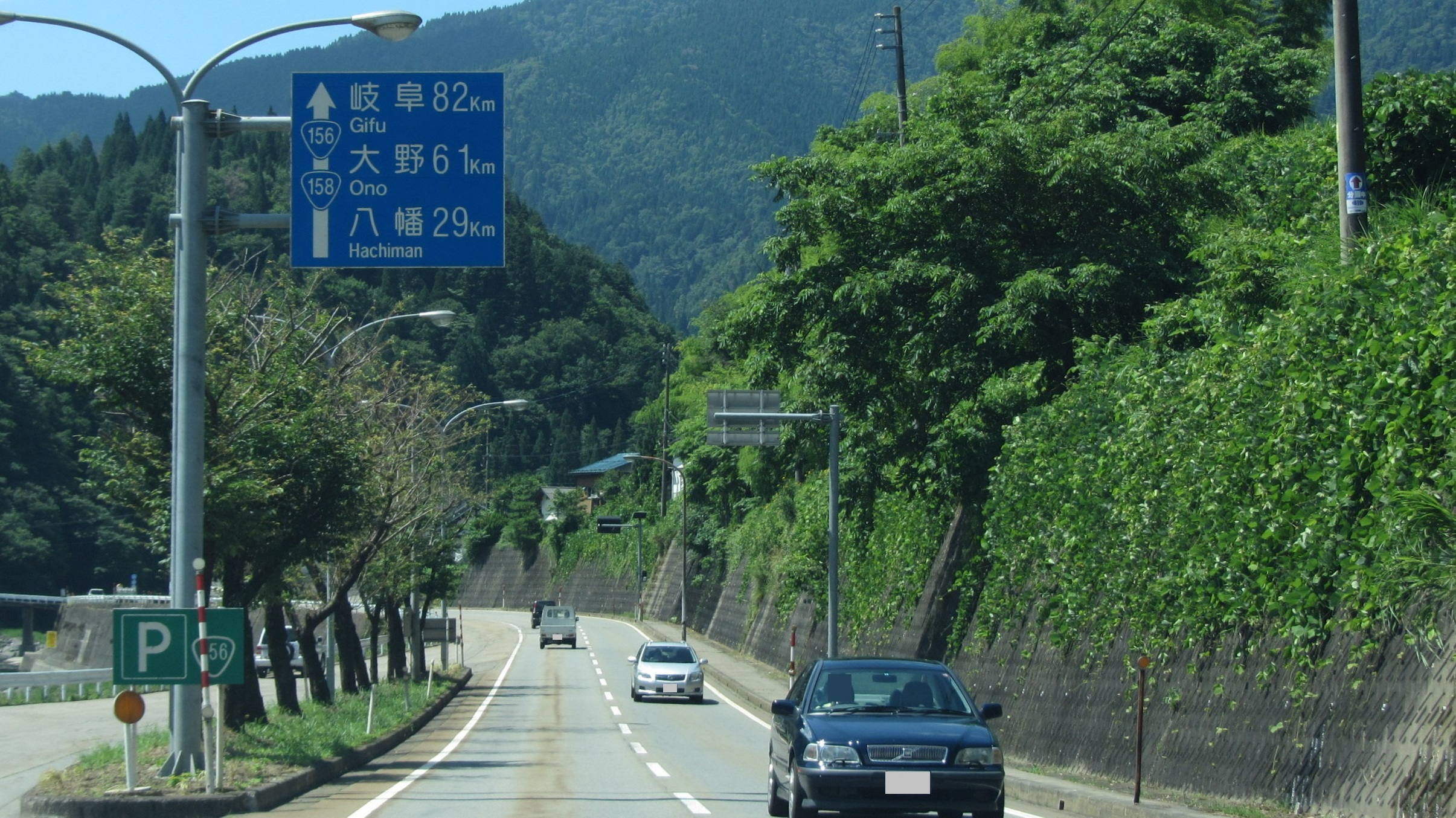
国道156号との重複
岐阜県郡上市白鳥町

- 国道364号（福井県福井市田尻町・高田大橋南詰 - 大野市春日・明治交差点）
- 国道476号（福井県大野市犬山・犬山交差点 - 同市犬山）
- 国道418号（福井県大野市桜塚町・明治交差点 - 同市桜塚町・エキサイト広場南東交差点）
- 国道157号（福井県大野市桜塚町・エキサイト広場南東交差点 - 同市吉）
- 国道156号（岐阜県郡上市白鳥町向小駄良・清流の里しろとり前交差点 - 高山市荘川町牧戸・牧戸交差点）
- 国道472号（岐阜県高山市荘川町三尾河 - 高山市上岡本町・上岡本町交差点）

### 道路施設
以下では中部縦貫自動車道ではない区間のみ述べる。

#### トンネル
- 福井県
  - 宿布トンネル（新道：福井市）
  - 三万谷トンネル（新道：福井市）
  - 市波第一トンネル（新道：福井市）
  - 市波第二トンネル（新道：福井市）
  - 小和清水奈良瀬トンネル（新道：福井市）
  - 新丁トンネル（新道：福井市 - 大野市）
  - 花山トンネル（現道：福井市 - 大野市）
  - 砂山トンネル（大野市）
  - 馬返トンネル（大野市）
  - 長野ダムトンネル（大野市）
  - 長平トンネル（大野市）
  - 影路トンネル（現道：大野市）
  - 影路隧道（旧道：大野市）
  - 野尻トンネル（大野市）
  - 箱ヶ瀬トンネル（大野市）
  - 下半原トンネル（大野市）
  - 油坂トンネル（大野市 - 岐阜県郡上市）
- 岐阜県
  - 三谷トンネル（高山市）
  - 新道谷トンネル（高山市）
  - 軽岡トンネル（高山市）
  - 余之谷トンネル（高山市）
  - 平湯トンネル（高山市）
  - 平湯第2トンネル（高山市）
- 長野県
  - 赤怒谷トンネル（松本市）
  - 新坂巻トンネル（松本市）
  - 白なぎトンネル（松本市）
  - 清水トンネル（松本市）
  - 芝ぞりトンネル（松本市）
  - 榾小屋トンネル（松本市）
  - 雲間の滝トンネル（松本市）
  - 新山吹トンネル（松本市）
  - 日向窪トンネル（松本市）
  - 木賊トンネル（松本市）
  - 前川渡トンネル（松本市）
  - 親子滝トンネル（松本市）
  - 水道沢トンネル（松本市）
  - 奈川渡トンネル（松本市）
  - 新入山トンネル（松本市）
  - 入山トンネル（松本市）
  - 大白川第2トンネル（松本市）
  - 大白川第1トンネル（松本市）
  - ずみの窪トンネル（松本市）
  - 小雪薙トンネル（松本市）
  - 三本松トンネル（松本市安曇）

#### 道の駅
- 福井県
  - 越前おおの荒島の郷（大野市）
  - 九頭竜（大野市）

このほか、沿道の足羽川頭首工（福井市）付近から対岸に「一乗谷あさくら水の駅」が見える（道路は本路線から分岐し約0.8 km）。
- 岐阜県
  - 清流の里しろとり（郡上市）
  - 白山文化の里長滝（郡上市）
  - 大日岳（郡上市）
  - 桜の郷 荘川（高山市）
  - ななもり清見（高山市）
- 長野県
  - 風穴の里（松本市）

### 交通量
2005年度（平成17年度道路交通センサスより）
平日24時間交通量（台）
| 地点                  | 台数   |
| --------------------- | ------ |
| 大野市犬山            | 11,555 |
| 大野市東市布          | 01,772 |
| 高山市朝日町          | 10,010 |
| 高山市丹生川町久手349 | 05,094 |
| 高山市奥飛騨平湯85-10 | 01,537 |
| 松本市中の湯          | 02,461 |

## 地理

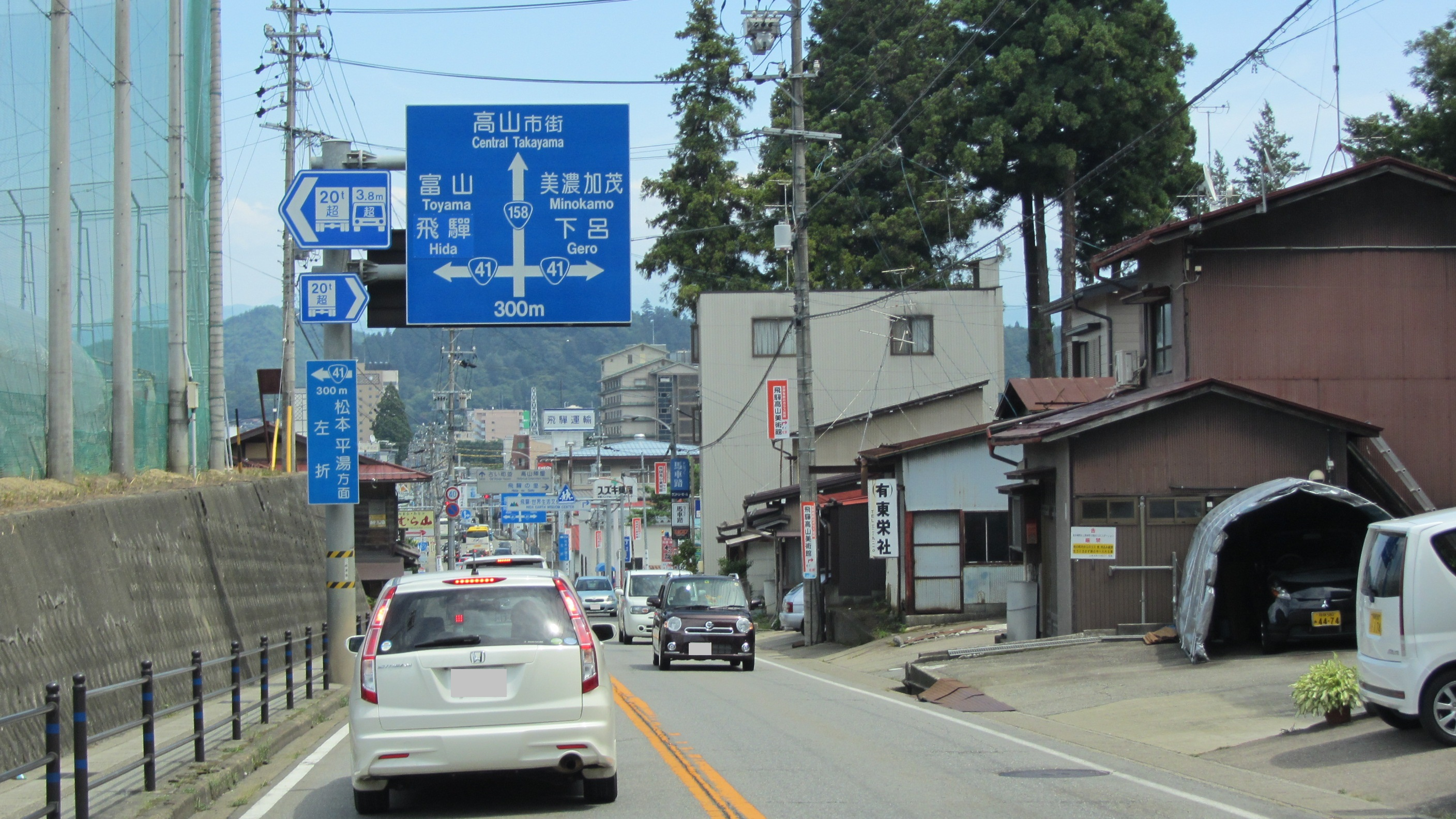
国道41号との交差
岐阜県高山市上岡本町

### 通過する自治体
- 福井県
  - 福井市 - 大野市
- 岐阜県
  - 郡上市 - 高山市
- 長野県
  - 松本市

### 交差する道路
中部縦貫自動車道については当該記事を参照。
福井県福井市
- 国道8号（側道）・福井県道・石川県道5号福井加賀線：西方交差点
- 福井県道178号篠尾出作線：済生会病院入口交差点
- E8 北陸自動車道：福井IC
- 福井県道25号福井今立線・福井県道113号稲津松岡線：稲津町（信号交差点）
- 福井県道31号篠尾勝山線・福井県道178号篠尾出作線：天神交差点
- 本道現道・バイパス分岐合流：宿布交差点
- 福井県道18号鯖江美山線・福井県道31号篠尾勝山線・福井県道32号清水美山線：田尻町（県道31号と国道364号交点まで重複）
- 国道364号：田尻町 - 大野市まで重複（現道）
- 福井県道2号武生美山線：上新橋交差点（現道）、上新橋交差点 - 美山橋で重複（バイパス）
- 本道現道・バイパス合流分岐：境寺町
- 本道現道・バイパス分岐合流：計石交差点

福井県大野市
- 福井県道172号皿谷大野線：下丁交差点（現道）
- 本道現道・バイパス合流分岐：犬山交差点
- 国道476号：犬山交差点 - 犬山で重複
- 福井県道240号本郷大野線：茜町交差点
- 福井県道34号松ヶ谷宝慶寺大野線：篠座中交差点
- 国道418号：明治交差点 - エキサイト広場南東交差点で重複
- 国道157号：エキサイト広場南東交差点 - 吉で重複
- 福井県道170号五条方下荒井線：君ヶ代橋交差点 - 井ノ口で重複
- 福井県道171号五条方松原出勝山線：中休交差点
- E67 中部縦貫自動車道（大野油坂道路）：荒島IC
- 福井県道239号上唯野西屋勝山線：蕨生
- 福井県道173号上小池勝原線：西勝原
- E67 中部縦貫自動車道（大野油坂道路）：勝原IC
- E67 中部縦貫自動車道（大野油坂道路）：下山IC
- 福井県道174号上大納下山線：板倉
- 岐阜県道・福井県道127号白山中居神社朝日線：朝日
- 福井県道230号大谷秋生大野線：下半原
- E67 中部縦貫自動車道（油坂峠道路）：油坂出入口

岐阜県郡上市
- E67 中部縦貫自動車道（油坂峠道路）：白鳥西IC
- 岐阜県道52号白鳥板取線：白鳥町向小駄良
- 国道156号：清流の里しろとり前交差点（高山市まで重複）
- 岐阜県道326号美濃白鳥停車場線：向小駄良交差点
- 岐阜県道314号石徹白前谷線：白鳥町歩岐島
- 岐阜県道316号鮎立恩地線：高鷲町鮎立
- 岐阜県道452号惣則高鷲線：正ケ洞交差点
- 岐阜県道45号高鷲インター線：穴洞橋交差点
- 岐阜県道321号ひるがの高原線：高鷲町ひるがの

岐阜県高山市
- 国道156号：牧戸（郡上市から重複）
- E41 東海北陸自動車道：荘川IC
- 岐阜県道452号惣則高鷲線：荘川町惣則
- 国道257号・国道472号：荘川町三尾河（国道472号と上岡本町南交差点まで重複）
- E41 東海北陸自動車道・E67 中部縦貫自動車道（高山清見道路）：飛驒清見IC
- 岐阜県道478号清見河合線：清見町夏厩
- 岐阜県道90号古川清見線：清見町夏厩
- E67 中部縦貫自動車道（高山清見道路）：高山西IC
- 岐阜県道73号高山清見線：三日町交差点 - 新宮町交差点で重複
- 国道41号・国道472号：上岡本町南交差点
- 岐阜県道460号石浦陣屋下切線：日赤北交差点（国分寺東交差点まで重複）
- 岐阜県道462号岩井高山停車場線：高山郵便局前交差点
- 岐阜県道74号高山停車場線・岐阜県道460号石浦陣屋下切線：国分寺東交差点
- 国道361号：松之木町東交差点
- 岐阜県道89号高山上宝線：町方交差点
- 飛騨東部広域農道（飛騨農園街道）：丹生川町坊方
- 岐阜県道459号白井北方線：丹生川町根方
- 岐阜県道5号乗鞍公園線：丹生川町久手
- 岐阜県道485号平湯久手線：奥飛騨温泉郷平湯
- E67 中部縦貫自動車道（安房峠道路）・国道471号：平湯I.C口交差点

長野県松本市
- E67 中部縦貫自動車道（安房峠道路）：中ノ湯IC
- 長野県道24号上高地公園線：安曇（信号交差点）
- 長野県道300号白骨温泉線：安曇
- 長野県道84号乗鞍岳線：前川渡交差点
- 長野県道26号奈川木祖線：奈川
- 長野県道278号大野田梓橋停車場線：安曇
- 長野県道25号塩尻鍋割穂高線：波田小学校前交差点 - 波田で重複
- 長野県道449号上竹田波田線：波田
- 長野県道315号波田北大妻豊科線：三溝新田交差点
- 長野県道48号松本環状高家線：新村交差点
- 長野県道291号新田松本線：町区東交差点
- E19 長野自動車道：松本インター交差点
- 国道19号・国道143号・国道403号：渚1丁目交差点

### 主な峠

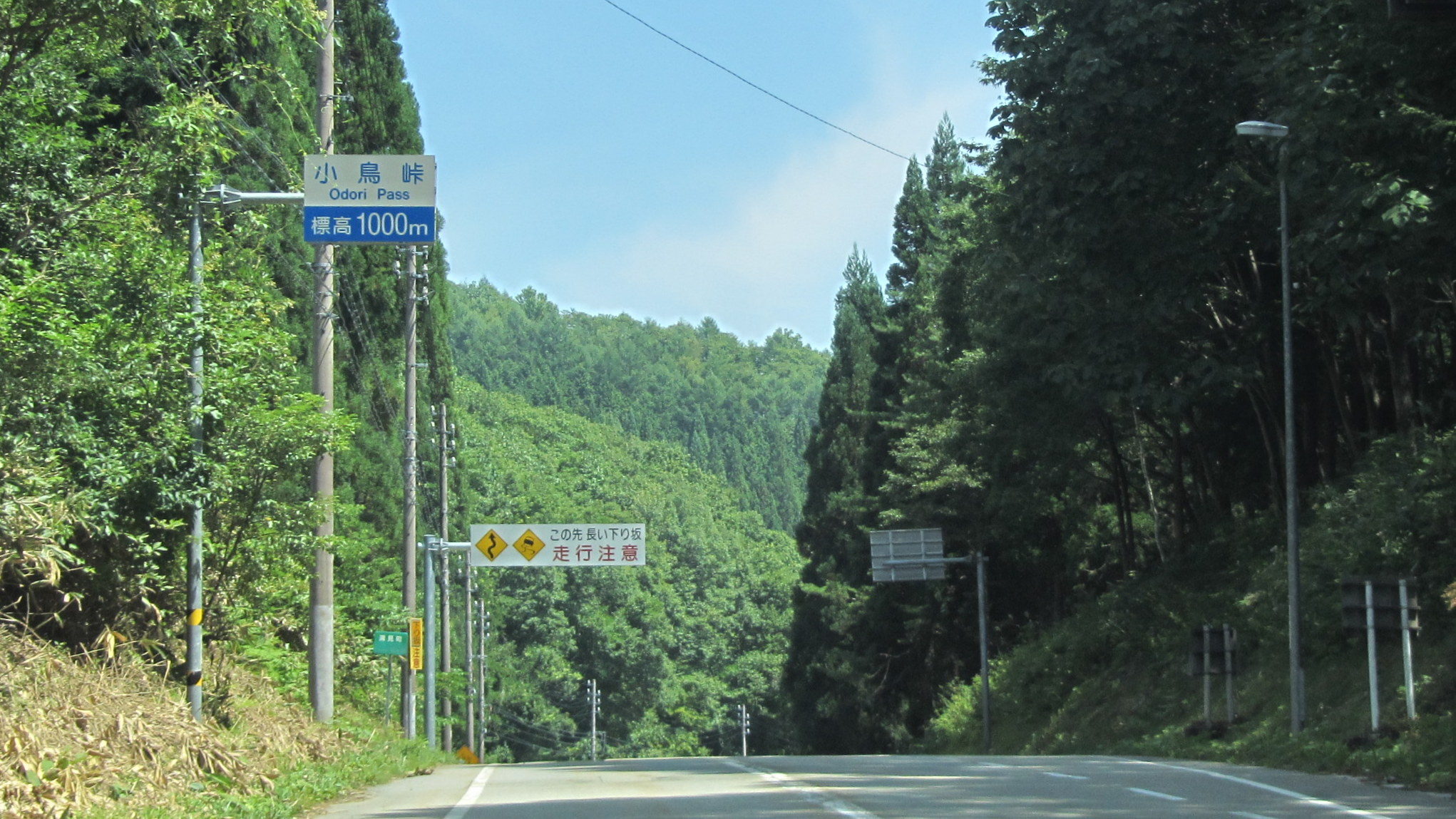
小鳥峠
岐阜県高山市清見町

- 油坂峠（標高750 m）：福井県大野市 - 岐阜県郡上市
- 新軽岡峠（標高1,150 m）：岐阜県高山市
- 松ノ木峠（標高1,086 m）：岐阜県高山市
- 小鳥峠（標高1,002 m）：岐阜県高山市
- 平湯峠（標高1,684 m）：岐阜県高山市
- 安房峠（標高1,790 m）：岐阜県高山市 - 長野県松本市